# Мальдонадо (город)
Мальдонадо (исп. Maldonado) — город в южной части Уругвая; административный центр одноимённого департамента.

## География
Находится в 134 км к востоку от Монтевидео и в 13 км к югу от города Сан-Карлос. С юго-востока к Мальдонадо примыкает курортный город Пунта-дель-Эсте. Вместе с Пунта-дель-Эсте и другими пригородами образует агломерацию с населением около 175 000 человек. К востоку от города протекает ручей Мальдонадо.

## История
Мальдонадо был основан 19 октября 1755 года по инициативе губернатора Монтевидео Хоакина де Виана.

## Население
По данным на 2011 год население города составляет 62 590 человек.
| Год  | Население |
| ---- | --------- |
| 1908 | 4431      |
| 1963 | 15 005    |
| 1975 | 22 762    |
| 1985 | 33 535    |
| 1996 | 48 936    |
| 2004 | 54 603    |
| 2011 | 62 590    |

Источник: Instituto Nacional de Estadística de Uruguay

## Известные уроженцы
- Мартин Кампанья — уругвайский футболист
- Фернандо Клавихиро — уругвайско-американский футболист и тренер

## Города-побратимы
- Ла-Плата, Аргентина[3] (1994)
- Грамаду, Бразилия[4] (1994)
- Майами-Дейд, США[5] (1994)
- Канкун, Мексика
- Корвера-де-Астуриас, Испания[6]